# فدك (هندميني)
فدك (بالفارسية: فدک) هي قرية تقع في إيران في قسم هندميني الريفي. يقدر عدد سكانها بـ 136 نسمة .